# An Ode
An Ode è il terzo album in studio della boy band sudcoreana Seventeen, pubblicato nel 2019.

## Tracce
1. Hit – 3:23
2. Lie Again (거짓말을 해) – 3:20
3. 독: Fear – 2:55
4. Let Me Hear You Say – 3:00
5. 247 (Performance Team) – 3:33
6. Second Life (Vocal Team) – 3:22
7. Network Love (Joshua,Jun,The8,Vernon) – 3:29
8. Back It Up (Hip-Hop Team) – 3:07
9. Lucky – 3:17
10. Snap Shoot – 2:55
11. Happy Ending (Korean version) – 3:28

## Classifiche

### Classifiche settimanali
| Classifica (2019) | Posizione massima |
| ----------------- | ----------------- |
| Corea del Sud     | 1                 |
| Polonia           | 38                |

### Classifiche di fine anno
| Classifica (2019) | Posizione |
| ----------------- | --------- |
| Corea del Sud     | 2         |